# 奥 (慕尼黑)

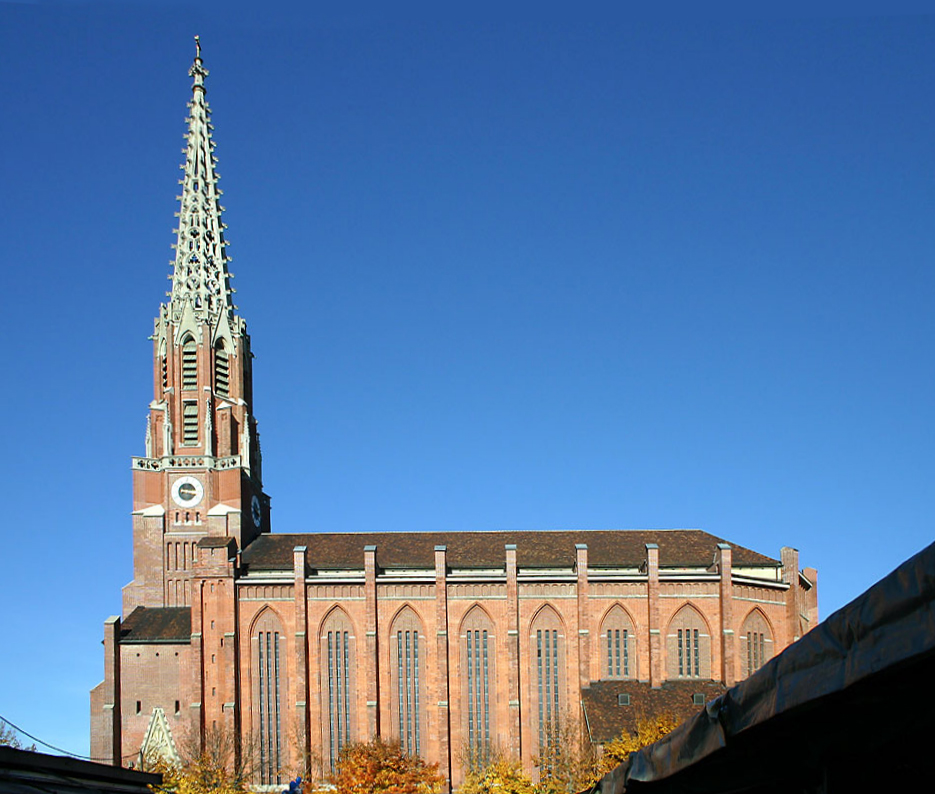
圣母进教之佑堂 (慕尼黑)，奥区的地标

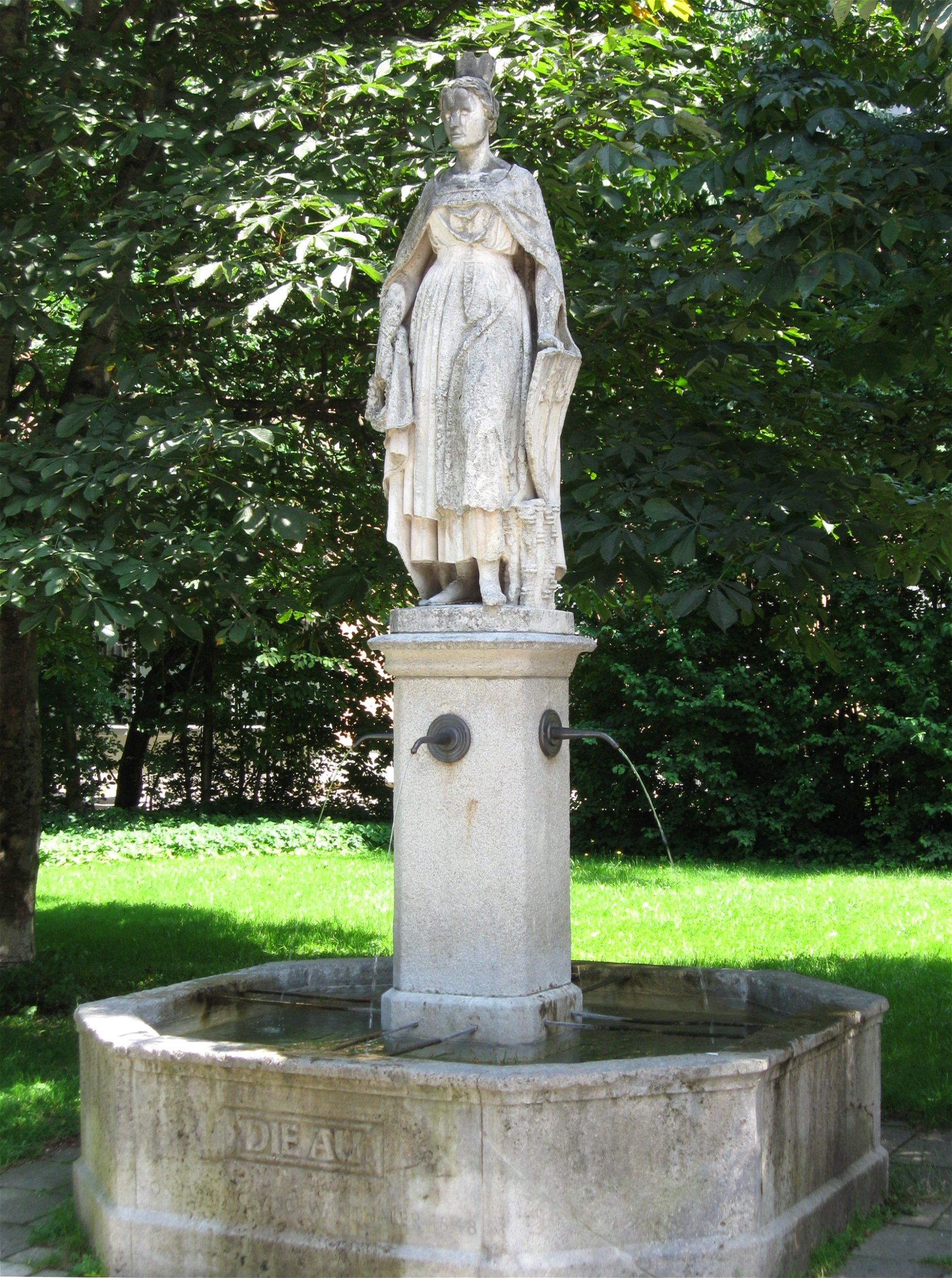
奥吉亚喷泉，寓意市分区奥

奥是位于德国巴伐利亚州首府慕尼黑东南部洼地的一个市分区，也是市辖第5区——奥-海德豪森的组成部分，其面积为149.5公顷，常住人口为29195人（截至2010年12月）。慕尼黑县政府的总部办事处即设于奥的圣母进教之佑广场旁。

## 方位
奥在伊萨尔河右岸的范围是从南部的维特尔斯巴赫桥一直延伸至北部的路德维希桥。位于伊萨尔河高岸坡缘下方的部分被称为“下奥（Untere Au，88.6公顷/16519居民）”，坡缘上方的部分则被称为“上奥（Obere Au，61公顷/12676居民）”。
奥在北部至东部是通过罗森海姆大街（Rosenheimerstraße）、高街（Hochstraße）、拉布尔大街（Rablstraße）和巴兰大街（Balanstraße）沿线来划界，这里与属于同一个市辖区的海德豪森相连。东南部和南部的铁路线形成了奥与上吉辛的边界，它与下吉辛则通过洪堡大街分隔。奥的西北部边界由伊萨尔河构成。
位于区中心的圣母进教之佑广场是奥曾一度作为独立城市的标志性地点（集市广场）。

## 历史
奥是在1340年12月12日以的名义首次被记载于文献中。其中的意指水边的土地。奥在传统上会划分为伊萨尔社区（Isarviertel）、萨默尔社区（Sammerviertel）、木堆社区（Klafterviertel）和漕溪社区（Bachviertel）。
早在世俗化以前的1806年，奥便拥有超过6000居民。它共设有五座教堂并作为卫戍驻地。1808年，奥以“近郊奥（Vorstadt Au）”的名义升格为城市，并获授予举办年集（奥的年集）的权利。自1818年起，它与下吉兴（当时对诺克赫山临近定居点的称谓）共同组成了一个连续性的城市社区。1854年10月1日，奥最终被并入王国首都兼宫城慕尼黑。至19世纪末，居住在奥范围内的人口数量已是19世纪初的三倍之多。奥的大部分社区在第二次世界大战的慕尼黑空袭中遭受到严重破坏，因此如今的建筑均以战后时期兴建的为主。

## 前市徽
在奥于1808年由市镇升格为城市后，便于1808年7月25日通过巴伐利亚王国地方专署办事处颁发了属于自己的城市纹章。据估计它也同样用作海德豪森的市徽。
描述：在蓝色的背景之前、三座绿色的高地（诺克赫山、格布萨特尔山和百合山）之上，突起一个绿色的茎并带有6片叶子和3朵银色百合花（圣母奉献的象征）。
含义：暗示在奥之上以及奉献给圣母无染原罪的百合山修道院。
在被并入王国首都兼宫城慕尼黑后，慕尼黑市议会获得了指导这一纹章的所有权利。